# Bătălia de la Târgu Jiu (1916)
Bătălia de la Târgu Jiu s-a desfășurat între între 3/16 noiembrie - 4/17 noiembrie 1916 și a avut ca rezultat învingerea forțelor române și forțarea Munților Carpați de către trupele Puterilor Centrale, în împrejurimile orașului Târgu Jiu, în ea fiind angajate forțele Armatei 1 române și forțele Armatei 9 germane.
Bătălia s-a desfășurat imediat în continuarea celei de-A doua bătălii de pe Valea Jiului, încheiată cu victoria forțelor germane. 
Pierderea bătăliei a avut un impact strategic major asupra frontului românesc, permițând forțelor germane să debușeze în Câmpia Română, fapt care va duce în mai puțin de două luni la ocuparea întregului teritoriu al Munteniei șu Dobrogei.

## Contextul operativ strategic

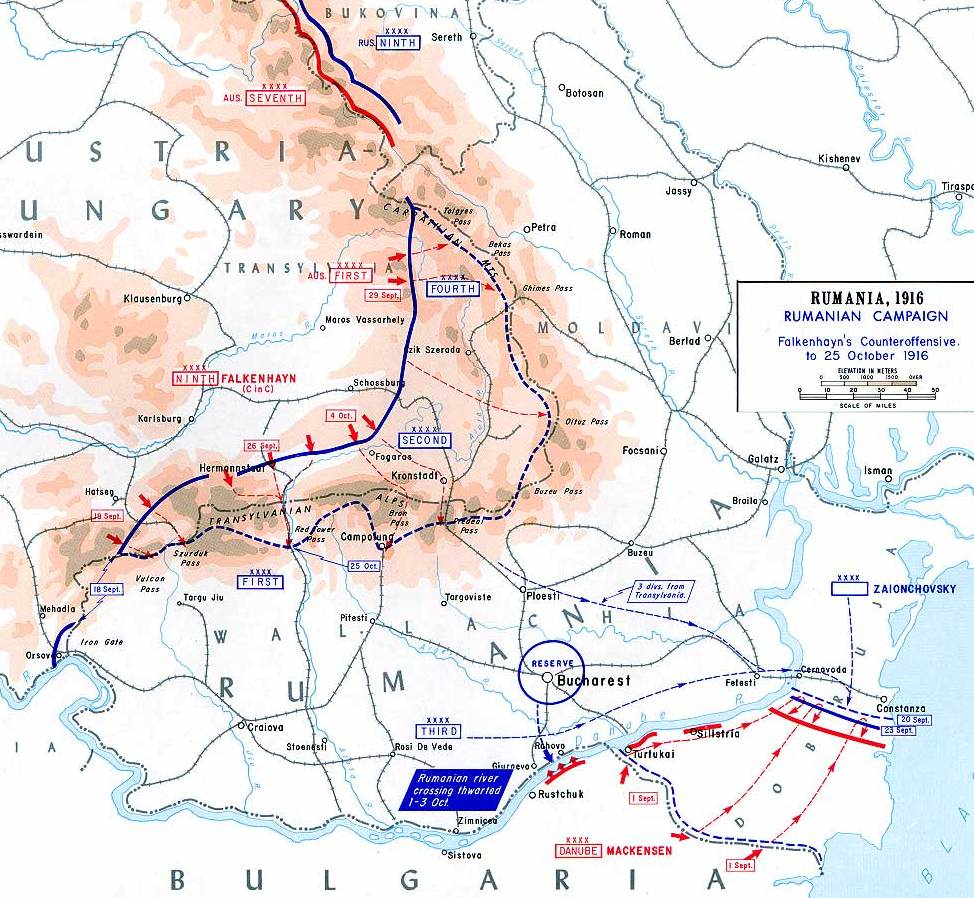
Contraatacul Puterilor Centrale, septembrie-octombrie 1916

Bătălia de la Târgu Jiu a făcut parte din operația de apărare a trecătorilor din Munții Carpați, cea de-a treia operație de nivel strategic desfășurată de Armata României în campania anului 1916.:pp 472-473
Gruparea de forțe inamică era comandată de arhiducele Carol, moștenitorul tronului austro-ungar și era formată din trei armate: Armata 7 austro-ungară, acționând în Bucovina, Armata 1 austro-ungară acționând între Târnava Mare și Olt și Armata 9 germană acționând în partea sudică a frontului, aflată sub conducerea generalului Erich von Falkenhayn.:pp 23-27
Planul general al ofensivei Armatei 9 germane prevedea „trecerea munților odată cu inamicul, sau în cel mai rău caz înainte ca el să aibă timpul a se instala în lucrările de fortificație existente pe înălțimile trecătorilor de pe granițe”.:p. 105 În acest scop urmau să fie atacate succesiv forțele românești care apărau trecătorile Carpaților Meridionali, în vederea ocupării prin surprindere a uneia dintre acestea și facilitarea astfel a trecerii grosului forțelor germane la sud de Carpați.:pp 105-132
Planul de operații român prevedea trecerea la apărarea strategică pe întreg frontul de nord și menținerea de către cele trei armate (1, 2 și de Nord) a aliniamentului Carpaților până la sosirea iernii „când zăpezile mari ce vor cădea peste munți vor opri operațiile”.:p. 391

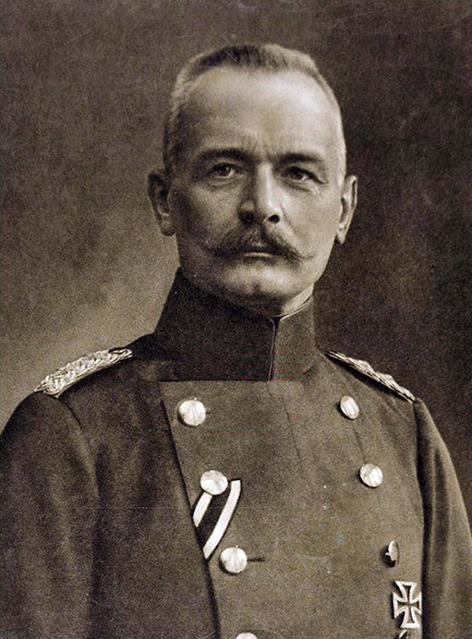
Generalul Erich von Falkenhayn

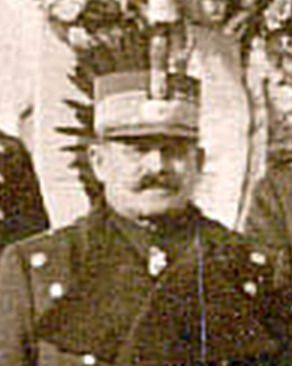
Generalul Constantin Neculcea

Înfrângerea forțelor germao-austro-ungare în Prima bătălie de pe Valea Jiului din prima parte a lunii octombrie 1916, a fost interpretată diferit de cele două părți. Generalul Falkenhayn  a realizat, în ciuda înfrângerii, că în Valea Jiului Carpații puteau fi forțați cel mai ușor. 
Marele Cartier General român, sub euforia succesului neașteptat, considerase că forțele Puterilor Centrale nu vor mai încerca o nouă lovitură pe Valea Jiului, până la sosirea iernii.:p. 459 După victoria în prima bătălie de pe Jiu, din prima parte a lunii octombrie, Armata 1 română, comandată de către generalul Paraschiv Vasilescu, a trecut la punerea în aplicare măsurilor din planul de reorganizare ordonat de Marele Cartier General, încă de la 9 octombrie, dar care trebuiseră să fie amânate de intervenția germană. Divizia 11 Infanterie a fost scoasă de pe front iar sectorul ocupat de aceasta a fost preluat de unități ale Diviziei 1 Infanterie.:p. 13
Pentru a distrage atenția părții române, Falkenhayn a ordonat, totodată, să se desfășoare „o activitate combativă pe toate șoselele la est de Surduc”, simultan cu alte măsuri de dezinformare, menite să distragă atenția de la Valea Jiului.:p. 136:p. 460
Între 29 octombrie/11 noiembrie - 2/15 noiembrie 1916 s-a desfășurat A doua bătălie de pe Valea Jiului, care a avut ca rezultat străpungerea apărării forțelor române și forțarea Munților Carpați de către trupele Puterilor Centrale, prin trecătorile Surduc și Vâlcan și ocuparea orașului Târgu Jiu.:p. 458

### Dispozitivul forțelor germane

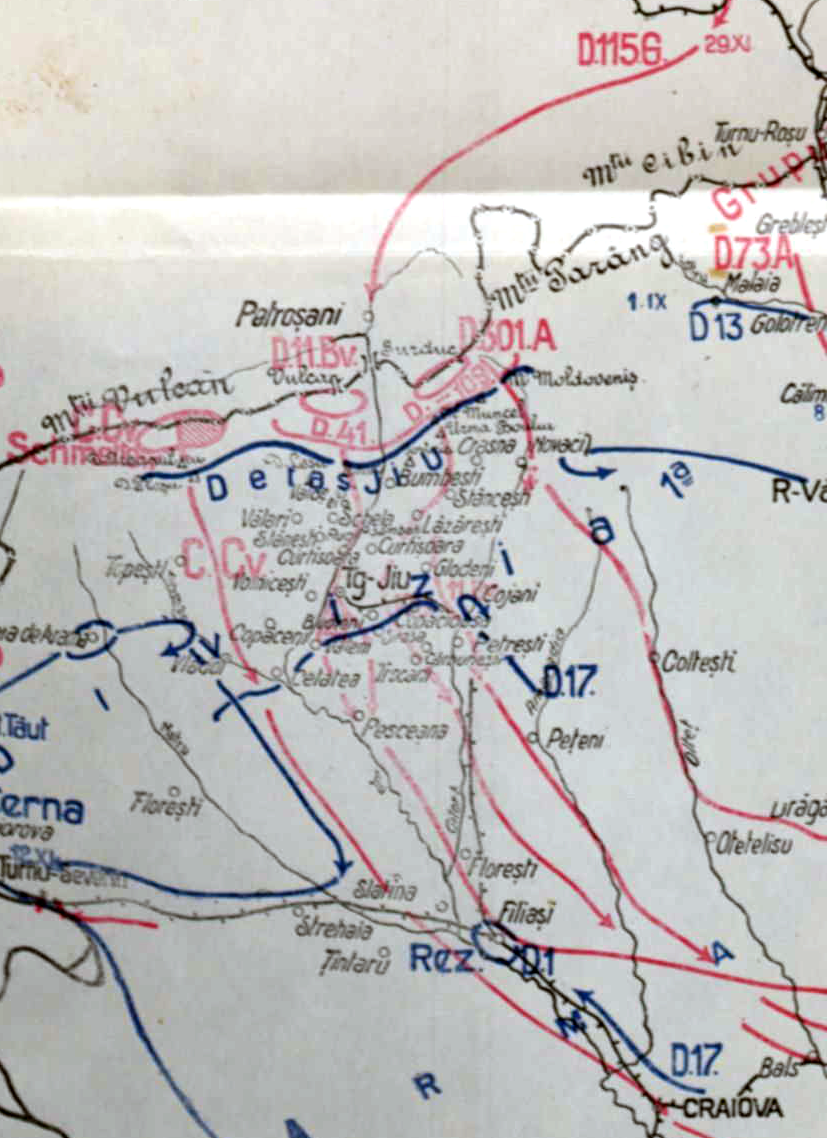
Dispozitivele de luptă ale combatanților

## Comandanți

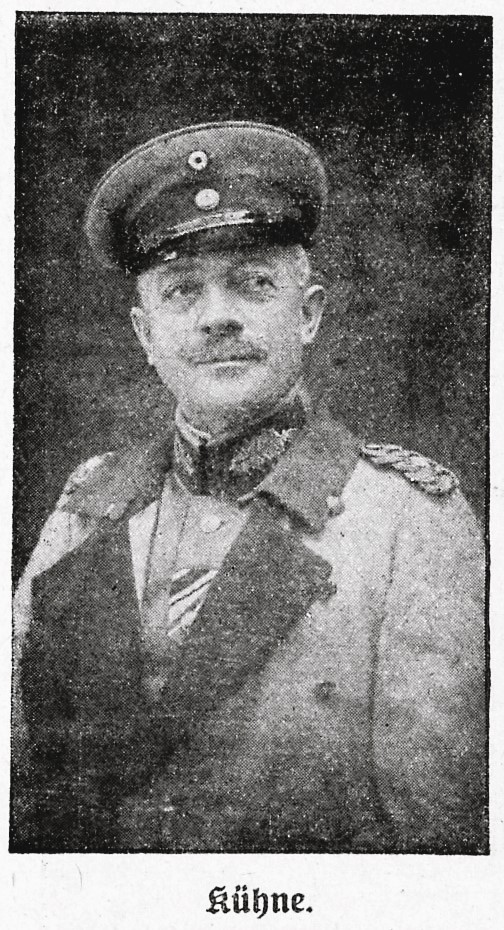
Generalul Viktor Kühne

### Comandanți români
Comandant ai Armatei 1 - General de brigadă Paraschiv Vasilescu

Comandant al Diviziei 1 Infanterie - Colonel Ioan Anastasiu

Comandant al Diviziei 17 Infanterie - Colonel Constantin Neculcea

### Comandanți ai Puterilor Centrale
Comandant al Armatei 9 - General de infanterie Erich von Falkenhayn

Comandant al Comandamentului General LIV Rezervă - General-locotenent Viktor Kühne

Comandant al Corpului de Cavalerie - General-locotenent Eberhard von Schmettow

Comandanți de divizie
- Divizia 41 Infanterie germană - General-maior Heinrich Schmidt von Knobelsdorff
- Divizia 109 Infanterie germană - General-maior Horst Ritter und Edler von Oetinger
- Divizia 11 Infanterie bavareză - General-locotenent Paul von Kneussl
- Divizia 301 Infanterie bavareză - General-locotenent Johannes von Busse
- Divizia 6 Cavalerie germană - General-maior Karl Stenger
- Divizia 7 Cavalerie germană - General-maior Albert von Mutius[5]:pp. 183-184

## Desfășurarea acțiunilor militare

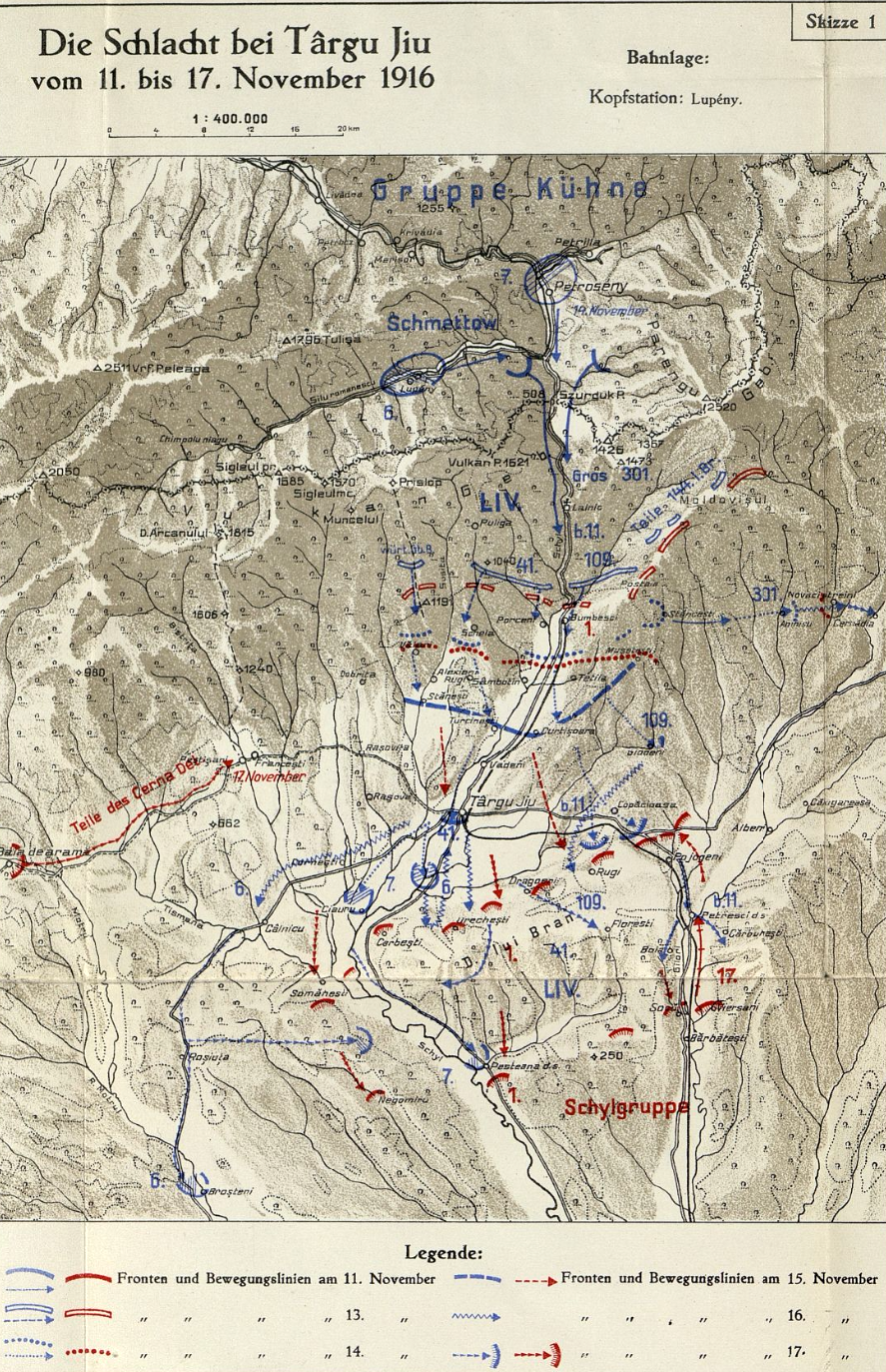
Desfăşurarea acţiunilor militare